# Aloysius Haene
Aloysius Haene SMB (auch: Alois Häne; * 6. August 1910 in Kirchberg; † 19. Februar 1999 in Driefontein, Masvingo) war römisch-katholischer Bischof von Gwelo (seit 1982 Gweru) in Simbabwe.

## Leben
Haene wurde am 2. April 1939 für die Bethlehem Mission Immensee zum Priester geweiht. Am 28. März 1947 wurde er zum  Apostolischen Präfekten von Fort Victoria in Simbabwe ernannt. Am 25. Juni 1950 wurde er mit Erhebung der Apostolischen Präfektur zum Apostolischen Vikariat zum Apostolischen Vikar und gleichzeitig zum Titularbischof von Nepte ernannt.
Am 1. Oktober 1950 empfing er die Bischofsweihe durch den Apostolischen Vikar von Salisbury Aston Ignatius Chichester. Mitkonsekratoren waren der Apostolische Vikar von Ndola Francis Constantin Mazzieri OFM und der Koadjutor als Apostolischer Vikar von Johannesburg William Patrick Whelan. Mit Erhebung des Apostolischen Vikariats zur Diözese Gwelo am 1. Januar 1950 wurde Haene von Papst Pius XII. zum ersten Diözesanbischof ernannt. Er blieb bis zu seiner Emeritierung am 3. Februar 1977 Bischof von Gwelo.
Haene nahm als Konzilsvater an allen vier Sitzungsperioden des Zweiten Vatikanischen Konzils teil. Von 1972 bis 1974 war er Vorsitzender der Bischofskonferenz in Simbabwe.